# Symploce
Symploce är ett släkte av kackerlackor. Symploce ingår i familjen småkackerlackor.

## Dottertaxa tillSymploce, i alfabetisk ordning[1]
- Symploce armigera
- Symploce bicolor
- Symploce bidiensis
- Symploce bifida
- Symploce bimarginalis
- Symploce bispota
- Symploce breviramis
- Symploce congoana
- Symploce cristata
- Symploce digitifera
- Symploce dimorpha
- Symploce divisa
- Symploce flagellata
- Symploce furcata
- Symploce gigas
- Symploce hebardi
- Symploce incerta
- Symploce incuriosa
- Symploce jamaicana
- Symploce japonica
- Symploce jariverensis
- Symploce jocosa
- Symploce kanemensis
- Symploce kenyensis
- Symploce kibalituriensis
- Symploce kumari
- Symploce larvata
- Symploce lunaris
- Symploce lundi
- Symploce macroptera
- Symploce marshallae
- Symploce microphthalma
- Symploce miyakoensis
- Symploce modesta
- Symploce morsei
- Symploce munda
- Symploce natalensis
- Symploce nigroalba
- Symploce okinoerabuensis
- Symploce pallens
- Symploce paralarvata
- Symploce pararuficollis
- Symploce quadrispinis
- Symploce relucens
- Symploce royi
- Symploce ruficollis
- Symploce singaporensis
- Symploce somaliensis
- Symploce stellatus
- Symploce striata
- Symploce strinatii
- Symploce stupida
- Symploce sudanica
- Symploce termitina
- Symploce testacea
- Symploce togoana
- Symploce torchaceus
- Symploce transita
- Symploce triangulifera
- Symploce umbrina
- Symploce unistyla
- Symploce wulingensis
- Symploce yayeyamana
- Symploce zarudniana